# Shine a Light (canção)
"Shine a Light" é uma canção da banda McFly, contida em seu álbum Above the Noise. Foi lançada como segundo single do álbum em 5 de novembro de 2010 na Irlanda. No Reino Unido, foi lançado no iTunes em 7 de novembro do mesmo ano e no dia seguinte como CD single.
Produzida por Taio Cruz, seu vídeo foi gravado no dia 21 de setembro de 2010 e divulgado em 8 de outubro do mesmo ano, com a participação de Cruz. "Shine a Light" foi, até então, o segundo single mais vendido da banda, atrás apenas de "All About You/You've Got a Friend".

## Precedentes
Em novembro de 2009, Taio Cruz revelou que havia trabalhado em uma canção com a banda McFly. Ele disse, "Eu estive no estúdio com eles e todos tocam seus instrumentos muito bem. São realmente talentosos e foi muito fácil criarmos uma canção juntos". "Shine a Light" havia sido confirmado como segundo single de Above the Noise em julho de 2010, antes mesmo do lançamento do primeiro, "Party Girl".
A canção foi revelada apenas no dia da gravação do vídeo, quando foi disponibilizada para streaming.

## Formatos e faixas
| CD 1 |                                                   |         |  |
| N.º  | Título                                            | Duração |  |
| 1.   | "Shine a Light"                                   | 3:38    |  |
| 2.   | "Shine a Light" (remix de WestFunk & Steve Smart) | 5:46    |  |

| CD 2 |                                      |         |  |
| N.º  | Título                               | Duração |  |
| 1.   | "Shine a Light"                      | 3:38    |  |
| 2.   | "Dynamite" (cover ao vivo)           | 3:56    |  |
| 3.   | "I'll Be Your Man" (versão acústica) | 4:57    |  |
| 4.   | "End of the World" (versão acústica) | 3:36    |  |

| 7" vinil |                 |         |  |
| N.º      | Título          | Duração |  |
| 1.       | "Shine a Light" | 3:38    |  |

## Videoclipe
O videoclipe de "Shine a Light" foi gravado em 21 de setembro de 2010, com participação de Cruz e de fãs da banda. Os integrantes postaram pistas no Twitter para que a área onde a gravação seria feita fosse encontrada pelos fãs.
No vídeo, a banda é mostrada se apresentando dentro de uma grande jaula, com os fãs ao redor.

## Paradas musicais
| Parada (2010)                  | Melhor posição |
| ------------------------------ | -------------- |
| Irlanda (Irish Singles Chart)  | 13             |
| Reino Unido (UK Singles Chart) | 4              |

## Histórico de lançamento
| País        | Data                  | Formato             | Gravadora      |
| ----------- | --------------------- | ------------------- | -------------- |
| Irlanda     | 5 de novembro de 2010 | Download digital    | Island Records |
| Reino Unido | 7 de novembro de 2010 | Download digital    | Island Records |
| Reino Unido | 8 de novembro de 2010 | CD single, 7" vinil | Island Records |